# Jevsurianos

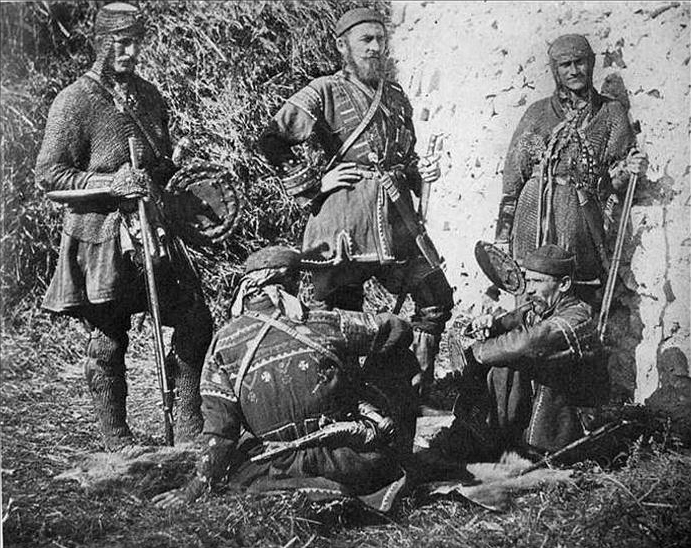
Jevsuarianos en ropa tradicional c. 1910.

Los jevsurianos (en georgiano: ხევსურები) son un grupo étnico del pueblo kartveliano. Habitaban principalmente la región de Jevsureti, correspondiente al actual norte del Municipio de Dusheti (Mtsjeta-Mtianeti, Georgia). Habitaban ambas laderas de esa zona de la Cordillera del Cáucaso, entre los ríos Aragvi y Argun.
Actualmente hay asentamientos notables de jevsuarianos en Jevi, Ertso-Tianeti, Siraki (Kajetia) y Gardabani (Baja Iberia). Los jevsuarianos hablan un dialecto propio del idioma georgiano. 
La mención más antigua a los jevsuarianos data de unos manuscritos del siglo X. En 1745, son descritos en la célebre obra Descripción del Reino de Georgia de Vajushti Bagration, hijo bastardo de Vajtang VI de Kartli.